# Episteira frustrata
Episteira frustrata là một loài bướm đêm trong họ Geometridae.